# Wolf 1061
Wolf 1061, conosciuta anche come Gliese 628, è una piccola stella nana rossa di classe spettrale M3, posta a circa 14 anni luce dal sistema solare, in direzione della costellazione dell'Ofiuco. Si tratta del ventottesimo astro più vicino alla Terra, ma data la sua scarsa luminosità, con una magnitudine di 10,07, non è visibile a occhio nudo. Prende il nome dall'astronomo tedesco Max Wolf, che la catalogò per primo nel 1919, inserendola nel suo catalogo di stelle con alto moto proprio.

## Caratteristiche fisiche
Wolf 1061 è stata catalogata come una variabile BY Draconis, con la magnitudine che fluttua tra 10,05 e 10,10 in un periodo non specificato. Tuttavia, al contrario di molte stelle della sua classe soggette a marcati fenomeni come macchie stellari e brillamenti, pare essere una stella relativamente stabile. Ha una massa del 29% di quella del Sole, una temperatura superficiale di poco superiore ai 3300 K e un raggio che è un terzo di quello della nostra stella.
È possibile che la stella sia in realtà una binaria composta da due nane rosse molto vicine tra loro.

## Sistema Planetario
Nel dicembre 2015 un team di astronomi australiani della University of New South Wales, ha annunciato la scoperta di 3 pianeti orbitanti attorno alla stella. I 3 pianeti rilevati orbitano attorno a questa piccola e stabile stella circa ogni 5, 18 e 67 giorni. Le loro masse sono almeno 1,4, 4,3 e 5,2 volte quella della Terra, rispettivamente, quindi hanno una massa abbastanza bassa per essere pianeti potenzialmente rocciosi e avere una superficie solida. 
Il pianeta centrale, Wolf 1061 c, si trova all'interno della zona abitabile, seppur verso il confine interno, in quella regione di spazio attorno ad una stella dove l'acqua liquida potrebbe esistere, e di conseguenza, favorire lo sviluppo della vita. Il pianeta più esterno, Wolf 1061 d è appena fuori dalla zona abitabile, mentre il pianeta più interno Wolf 1061 b dovrebbe essere troppo caldo per avere acqua liquida sulla sua superficie.. 
Wolf 1061 è attualmente uno dei sistemi planetari più vicini alla Terra con un pianeta all'interno della zona abitabile. (subito dopo Proxima centauri a 4,2 anni luce, Tau ceti a 12 anni luce e Kapteyn a 13 anni luce).
Il Planetary Habitabilty Laboratory di Arecibo, a Portorico ha suggerito una temperatura di equilibrio del pianeta "c" di 276 K e del pianeta  "d" di 182 K (-91 °C). 
Nel marzo 2017 altri astronomi hanno studiato nuovamente il sistema usando lo spettrografo HARPS, scoprendo che i pianeti b e c sono abbastanza simili ai loro parametri originariamente riportati, ma hanno scoperto che il pianeta d era più massiccio e in un'orbita più grande e più eccentrica. Il team è stato anche in grado di trovare parametri aggiornati per la stella ospitante e i loro risultati hanno mostrato che il pianeta c è leggermente più piccolo e più vicino al bordo interno della zona abitabile.
Sotto, un prospetto del sistema:
| Pianeta | Tipo        | Massa               | Raggio            | Periodo orb.             | Sem. maggiore   | Eccentricità    |
| ------- | ----------- | ------------------- | ----------------- | ------------------------ | --------------- | --------------- |
| b       | Roccioso    | ≥1,91±0,25 M⊕       | 1,2 r⊕ (stimato)  | 4,8869±0,0005 giorni     | 0,0375±0012 UA  | 0,15+0,13 −0,10 |
| c       | Super Terra | ≥3,41+0,43 −0,41 M⊕ | 1,45 r⊕ (stimato) | 17,8719±0,0059 giorni    | 0,0890±0,003 UA | 0,11+0,10 −0,07 |
| d       | Mininettuno | ≥7,7+1,12 −1,06 M⊕  | 2,2 r⊕ (stimato)  | 217,21+0,55 −0,52 giorni | 0,47±0,016 au   | 0,55+0,08 −0,09 |